# Jim Acosta
Abilio James "Jim" Acosta (nacido el 17 de abril de 1971) es un periodista estadounidense, corresponsal de la Casa Blanca para CNN. Había trabajado para varias estaciones locales y para CBS News, antes de convertirse en corresponsal político nacional de CNN.

## Primeros años y educación
Acosta es de ascendencia checa, irlandesa y cubana; su padre nació en Santa María del Rosario, localidad de la provincia de La Habana, e inmigró a Virginia a los 11 años.  Se graduó en 1989 de Annandale High School, una escuela secundaria pública en Annandale (Virginia). En 1993 obtuvo una licenciatura en Medios Públicos con mención en Ciencias Políticas, de la Universidad James Madison. Durante sus estudios sirvió como voluntario en la estación radial universitaria WXJM y trabajó en la estación local de radio WSVA.

## Carrera profesional
Tras concluir sus estudios universitarios, Acosta continuó su carrera profesional en la radio; su primer empleador después de graduado fue la estación WMAL de Washington. En 1994 Acosta renunció a WMAL y pasó a la estación televisiva WTTG, donde trabajó tras las cámaras. Entre 1995 y 1998 trabajó como reportero y presentador de noticias sustituto en WBIR-TV, en Knoxville (Tennessee). Fue reportero de KTVT-TV (Dallas) entre 1998 y 2000 y de WBBM-TV (Chicago) entre 2000 y 2001.
En 2001 Acosta pasó a CBS News como corresponsal, primero desde Dallas y Chicago, y a partir de 2003 desde Nueva York y Atlanta. Cubrió para CBS News la campaña del demócrata John Kerry en las elecciones presidenciales de 2004, la guerra en Irak desde Bagdad y el huracán Katrina. En 2007 Acosta se unió a CNN; al año siguiente cubrió las campañas presidenciales de Barack Obama y Hillary Clinton y fue presentador del programa político "Ballot Box". Posteriormente fue corresponsal del programa matinal "American Morning" y cubrió las elecciones de 2010.
En febrero de 2012 Acosta fue promovido a la posición de corresponsal político a nivel nacional (en inglés, National Political Correspondent). En este rol cubrió la campaña del republicano Mitt Romney en las elecciones presidenciales de 2012. Desde agosto de 2013 Acosta es corresponsal senior de CNN en la Casa Blanca; a partir de enero de 2017 comparte tal rango con Jeff Zeleny.
Durante una rueda de prensa televisada a nivel nacional, Acosta cuestionó de manera enérgica la estrategia formulada por el gobierno de Obama para derrotar al Estado Islámico.

I think a lot of Americans have this frustration that they see that the United States has the greatest military in the world, it has the backing of nearly every other country in the world when it comes to taking on ISIS. I guess the question is– and if you’ll forgive the language– is why can’t we take out these bastards?
Creo que muchos estadounidenses se sienten frustrados porque EE.UU. tiene el mayor ejército del mundo, tiene el respaldo de casi todos los demás países del mundo en cuanto a lidiar con el Estado Islámico. Me parece que la pregunta es, si me permite el lenguaje, ¿por qué no podemos destruirlos a estos malditos?

En marzo de 2016 Acosta viajó a Cuba para cubrir la visita histórica de Obama a la isla. En una rueda de prensa en La Habana en que participaron Obama y Raúl Castro, Acosta cuestionó al líder cubano por el historial de violaciones a los derechos humanos que ha cometido el gobierno de la isla.

### Ruedas de prensa de Trump
En una conferencia de prensa televisada a nivel nacional en mayo de 2016, el candidato republicano a la Presidencia Donald Trump llamó a Acosta de manera sarcástica "a real beauty" ("todo una joyita") por su trabajo periodístico. Cuando Acosta le preguntó por su capacidad para soportar críticas, Trump le interrumpió: "Discúlpame, discúlpame, te he visto en televisión. Eres todo una joyita".
En el primer encuentro de la prensa con el ya presidente Trump, Acosta intentó preguntar sobre las relaciones con Rusia. El mandatario se negó a darle la palabra y acusó a CNN de dar "noticias falsas".
Durante una conferencia en la Casa Blanca el 7 de noviembre de 2018, Acosta preguntó acerca de la caravana de migrantes, Trump le respondió que era "una persona grosera y terrible". Según la secretaria de prensa Sarah Huckabee Sanders, Acosta "puso sus manos sobre una mujer joven tratando de hacer su trabajo como pasante de la Casa Blanca". El video mostró que Acosta había bajado su brazo libre para proteger su micrófono de que no fuera tomado por la interna, a quien le dijo: "Perdóneme, señora", mientras él sostenía su brazo. El pase de prensa de Acosta fue suspendido "hasta nuevo aviso". Por esto, CNN y Fox iniciaron una demanda ante los estrados judiciales.

## Personal
Acosta y su esposa, Sharon Mobley Stow, viven en el área metropolitana de Washington D. C.